# HD 144390
HD 144390，又名BD-05 4235，SAO 140947、HR 5990，是一颗恒星，视星等为6.41，位于銀經5.05，銀緯32.41，其B1900.0坐标为赤經16h 0m 40.3s，赤緯-5° 32.41′ 6″。